# Secamone venosa
Secamone venosa är en oleanderväxtart som beskrevs av J. Klackenberg. Secamone venosa ingår i släktet Secamone och familjen oleanderväxter. Inga underarter finns listade i Catalogue of Life.